# Віхтрах
Віхтрах (нім. Wichtrach) — громада  в Швейцарії в кантоні Берн, адміністративний округ Берн-Міттельланд.

## Географія
Громада розташована на відстані близько 16 км на південний схід від Берна.
Віхтрах має площу 11,6 км², з яких на 13,1% дозволяється будівництво (житлове та будівництво доріг), 63,3% використовуються в сільськогосподарських цілях, 22,3% зайнято лісами, 1,3% не є продуктивними (річки, льодовики або гори).

## Демографія
2019 року в громаді мешкало 4354 особи (+8,3% порівняно з 2010 роком), іноземців було 6,9%. Густота населення становила 375 осіб/км².
За віковим діапазоном населення розподілялося таким чином: 20,9% — особи молодші 20 років, 59,2% — особи у віці 20—64 років, 19,9% — особи у віці 65 років та старші. Було 1920 помешкань (у середньому 2,2 особи в помешканні).
Із загальної кількості 1194 працюючих 96 було зайнятих в первинному секторі, 362 — в обробній промисловості, 736 — в галузі послуг.